# Temnoplectron laeve
Temnoplectron laeve là một loài bọ cánh cứng trong họ Bọ hung (Scarabaeidae).